# Peugeot 802
El Peugeot 802 fue una propuesta de vehículo de lujo de categoría superior hecha por Peugeot inicialmente en el año 1933. Fue la primera vez en la que consideró la idea de un modelo con motor V8 en la historia de la firma francesa. Si bien, esto finalmente nunca ocurrió, los primeros motores en V serían unos V6 desarrollados en colaboración con otros fabricantes, el PRV (con Renault y Volvo) y posteriormente el ES/L (solo con Renault), para su uso en los modelos 405, 406, 407, 504, 505, 604, 605 y 607.

## Historia del desarrollo del Peugeot V8 y anterior Peugeot 801
El desarrollo de un motor V8 SV (de válvulas laterales) comenzó en el año 1933, cuando Peugeot tuvo la idea de crear un modelo superior al ya de por sí superior 601. El motor inicial se llamaría TV y se colocaría en el vano motor de una carrocería del 601, el automóvil con este motor se habría llamado 801, haciendo referencia a su propulsor experimental.

## Peugeot 802 y últimos intentos de un buque insignia con motor V8
Tras el lanzamiento del 402 en 1935, finalizó la producción del 401 anterior, así como la del 601 más grande. Con la llegada de este nuevo modelo, se pretendía además cubrir el hueco que había dejado
el 601 en el mercado, por lo que la idea terminó siendo darle a este mismo modelo un sucesor espiritual con un motor V8. Esta vez con el motor rediseñado en formato OHV (ahora con las válvulas por encima de la cabeza) y rebautizado como TV2, se planteó además la propuesta de un modelos con soluciones aerodinámicas, un estudio a cargo del ingeniero francés Jean Andreau (artículo en francés). Él diseñó una carrocería aún más aerodinámica basada en la del 402 de serie y se le dotó de una "aleta de delfín" para darle una mayor estabilidad. Se pensaron 2 nuevos modelos diferenciados por su motor, el modelo de 4 cilindros se llamó N4X y el modelo V8 se llamó N8X. Dependiendo del motor,
ambos serían llamados 402 y 802 respectivamente. El primero sería una actualización del modelo ya existente y el segundo sería un tercer y último intento de lanzar una berlina de gran tamaño con este motor. También fueron conocidos como "Año 1940" en referencia al año en el que se pretendía lanzarlos al mercado, sin embargo, tras el estallido de la Segunda Guerra Mundial en 1939, los planes se truncaron y nunca más se volvió a tratar de desarrollar un motor V8.